# Farina T.58

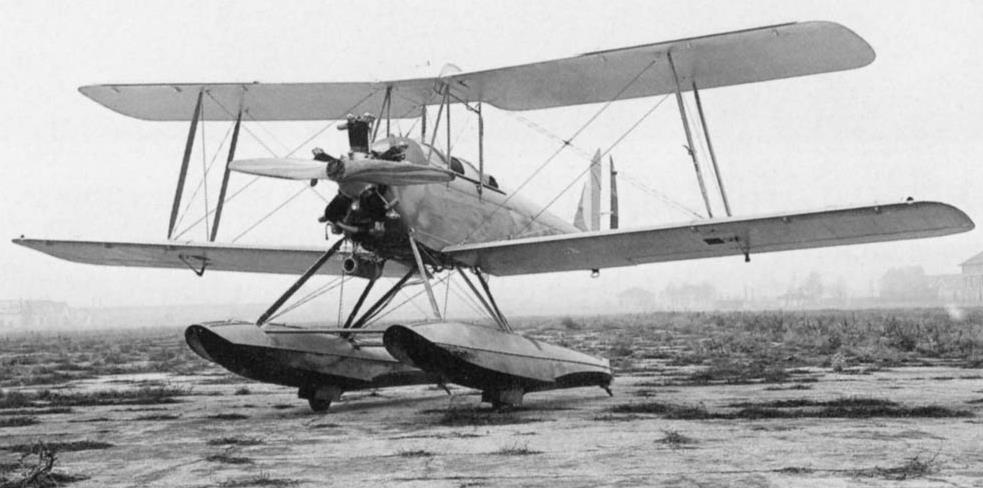
Caproni Ca.100 idrovolante con motore Farina T58

Il  Farina T.58 fu un motore aeronautico radiale 5 cilindri raffreddato ad aria sviluppato negli Stabilimenti Farina S.A. di Corso Tortona a Torino, agli inizi degli anni trenta.
Destinato a velivoli da turismo e addestramento trovò limitato impiego su modelli nazionali del periodo interbellico.

## Velivoli utilizzatori
(lista parziale)
 Italia
- Caproni Ca.100
- Caproni Tricap
- Magni PM 3 ⁄ 4 "Vale"[3]